# Ramalina subleptocarpha
Ramalina subleptocarpha är en lavart som beskrevs av Rundel & Bowler. Ramalina subleptocarpha ingår i släktet Ramalina och familjen Ramalinaceae.   Inga underarter finns listade i Catalogue of Life.